# Lynyrd Skynyrd
Lynyrd Skynyrd is een Amerikaanse southernrockband, afkomstig uit Jacksonville, Florida. Lynyrd Skynyrd verwierf begin jaren zeventig bekendheid onder het leiderschap van zanger en songwriter Ronnie Van Zant tot hij met enkele andere bandleden omkwam bij een vliegtuigongeluk op 20 oktober 1977.
Lynyrd Skynyrd was een van de meest toegejuichte southernrockbands. Op 13 maart 2006 werd zij in de Rock and Roll Hall of Fame opgenomen en een jaar later in de Georgia Music Hall of Fame. Het unieke drievoudige gitaarspel zorgde ervoor dat songs zoals Free Bird of Sweet Home Alabama nu nog meer 
bekendheid hebben.
Leden van de band waren, naast zanger Ronnie Van Zant, onder meer de gitaristen Gary Rossington, Allen Collins, Ed King, en Steve Gaines, de bassist Leon Wilkeson, toetsenist Billy Powell, en de drummers Bob Burns en Artimus Pyle.

## Achtergrond
De band, die oorspronkelijk My Backyard heette, werd gevormd in Jacksonville in de zomer van 1964 door de jeugdvrienden Ronnie Van Zant, Allen Collins, Gary Rossington, Larry Junstrom (bas) en Bob Burns. Hun vroege invloeden waren Britse groepen zoals The Beatles, Free, The Yardbirds maar ook blues- en southernbands als The Allman Brothers Band.
Tijdens de jaren zestig veranderde hun naam ettelijke malen; zo noemden de bandleden zich The Noble Five en One Percent. Ze speelden vaak in clubs en dancings in Jacksonville. Toen ze in 1968 een Battle of the Bands wonnen kregen ze hun eerste hits, waaronder Michelle en Need All My Friends. In 1970 wijzigden ze hun bandnaam in Leonard Skinnerd, naar de gymleraar van enkele bandleden, genaamd Leonard Skinner. Hij zou Van Zant en enkele bandleden in de jaren zestig eens naar het hoofd van de school gestuurd hebben, omdat hun haar te lang zou zijn. Nadat Al Kooper hen ontdekte, namen ze Lynyrd Skynyrd als definitieve bandnaam. Kooper produceerde hun eerste drie albums en de hitsingle Sweet Home Alabama.
Hun debuutalbum (pronounced 'lĕh-'nérd 'skin-'nérd) kwam uit in 1973.
In de jaren zeventig bouwde de groep aan een geduchte live-reputatie. Na de komst van gitarist Steve Gaines had de groep drie gitaristen die met name in het nummer Free Bird muzikaal flink konden uitpakken. Verder stond met name Ronnie van Zant bekend als veeleisend en de sfeer onderling leverde vaak ruzies en vechtpartijen op.
Hoewel de groep veel succes had kwam daaraan op 20 oktober 1977 onverwachts een eind toen het vliegtuig waarmee de groep onderweg was naar een volgend optreden neerstortte in Gillsburg, Mississippi. Hierbij kwamen Van Zant, Steve Gaines, zijn zus Cassie Gaines, manager Dean Kilpatrick en de beide piloten om. De andere bandleden overleefden de crash ternauwernood.
De originele drummer, Bob Burns, verongelukte bij een eenzijdig verkeersongeluk op 3 april 2015 in Bartow County, Georgia. Oud-gitarist Ed King overleed op 22 augustus 2018, na langere tijd ziek te zijn geweest, op 68-jarige leeftijd. Larry Junstrom overleed op 6 oktober 2019. Gary Rossington, het laatste overgebleven oorspronkelijke lid, overleed op 5 maart 2023 op 71-jarige leeftijd.

## Discografie

### Studioalbums
1. (pronounced 'lĕh-'nérd 'skin-'nérd) - 1973
2. Second Helping - 1974
3. Nuthin' Fancy - 1975
4. Gimme Back My Bullets - 1976
5. Street Survivors - 1977
6. Lynyrd Skynyrd 1991 - 1991
7. The Last Rebel - 1993
8. Endangered Species - 1994
9. Twenty - 1997
10. Edge of Forever - 1999
11. Christmas Time Again - 2000
12. Vicious Cycle - 2003
13. God & Guns - 2009
14. Skynyrd Nation - 2011
15. Last of a Dyin' Breed - 2012

### Livealbums
1. One More from the Road - 1976
2. Southern by the Grace of God - 1988
3. Southern Knights - 1996
4. Lyve from Steel Town - 1998
5. Lynyrd Skynyrd Lyve: The Vicious Cycle Tour - 2004
6. Authorized Bootleg Lynyrd Skynyrd Live / Cardiff Capitol Theater - Cardiff, Wales - Nov. 04, 1975 - 2009
7. Live from Freedom Hall - 2010
8. Live in Atlantic City - 2018

### Compilaties
- Skynyrd's First and ... Last - 1978, vroege demo's
- Gold & Platinum - 1979
- Best of the Rest - 1982
- Legend - 1987, onuitgegeven demo's, B-kanten
- Skynyrd's Innyrds - 1989
- Lynyrd Skynyrd (Box Set) - 1991
- A Retrospective - 1993
- What's Your Name - 1997
- Old Time Greats - 1997
- Extended Versions: The Encore Collection - 1998
- The Essential Lynyrd Skynyrd - 1998
- Skynyrd's First: The Complete Muscle Shoals Album - 1998
- 20th Century Masters - 1999
- Solo Flytes - 1999
- All Time Greatest Hits - 2000
- Collectybles - 2000
- Then and Now - 2000
- Lynyrd Skynyrd: The Collection - 2001
- Thyrty: 30th Anniversary Collection - 2003
- Greatest Hits (first of that name) - 2005
- Then and Now Volume Two - 2005
- Greatest Hits (second of that name) - 2008
- Icon - 2010
- The Broadcast Archive (Radio Broadcast 1975 - 1994) - 2017

## Hitlijsten

### NPO Radio 2 Top 2000
| Nummers met noteringen in de NPO Radio 2 Top 2000 | '99 | '00 | '01 | '02 | '03 | '04 | '05 | '06 | '07 | '08  | '09 | '10 | '11 | '12 | '13 | '14 | '15 | '16 | '17 | '18 | '19 | '20  | '21  | '22  | '23  | '24  |
| ------------------------------------------------- | --- | --- | --- | --- | --- | --- | --- | --- | --- | ---- | --- | --- | --- | --- | --- | --- | --- | --- | --- | --- | --- | ---- | ---- | ---- | ---- | ---- |
| Free Bird                                         | -   | 749 | -   | -   | -   | -   | 899 | 858 | 807 | 1206 | 512 | 550 | 446 | 347 | 294 | 366 | 300 | 313 | 315 | 335 | 376 | 413  | 384  | 283  | 237  | 203  |
| Simple Man                                        | -   | -   | -   | -   | -   | -   | -   | -   | -   | -    | -   | -   | -   | -   | -   | -   | -   | -   | -   | -   | -   | 1681 | 1437 | 1417 | 1324 | 1350 |
| Sweet Home Alabama                                | 405 | 453 | 329 | 355 | 270 | 256 | 237 | 376 | 428 | 323  | 268 | 354 | 377 | 441 | 344 | 422 | 415 | 401 | 381 | 284 | 409 | 414  | 497  | 617  | 682  | 755  |

1. ↑  Een '-' betekent dat het nummer niet was genoteerd en een vetgedrukt getal geeft de hoogste notering van een nummer aan.

### Albums
| Album met eventuele hitnotering(en) in de Nederlandse Album Top 100 | Datum van verschijnen | Datum van binnenkomst | Hoogste positie | Aantal weken | Opmerkingen |
| ------------------------------------------------------------------- | --------------------- | --------------------- | --------------- | ------------ | ----------- |
| Gimme Back My Bullets                                               | 02-02-1976            | 28-02-1976            | 20              | 1            |             |
| God & Guns                                                          | 25-09-2009            | 03-10-2009            | 79              | 1            |             |
| Last of a Dyin' Breed                                               | 21-08-2012            | 25-08-2012            | 72              | 1            |             |

### Dvd's
| Dvd's met eventuele hitnoteringen in de Nederlandse Music Top 30                               | Datum van verschijnen | Datum van binnenkomst | Hoogste positie | Aantal weken | Opmerkingen |
| ---------------------------------------------------------------------------------------------- | --------------------- | --------------------- | --------------- | ------------ | ----------- |
| One more for the fans                                                                          | 2015                  | 08-08-2015            | 4               | 9            |             |
| Pronounced Leh-Nerd Skin-Nerd & Second helping – Live from Jacksonville at the Florida theatre | 2015                  | 31-10-2015            | 7               | 4            |             |